# 2017년 시카고 영화 비평가 협회상
제30회 시카고 비평가 협회상은 2017년 12월 12일에 열린 시상식이다.

## 수상 및 후보

### 작품상
- 레이디 버드 - 그레타 거윅 수상
- 콜 미 바이 유어 네임 - 루카 구아다니노
- 덩케르크 - 크리스토퍼 놀란
- 셰이프 오브 워터: 사랑의 모양 - 기예르모 델 토로
- 쓰리 빌보드 - 마틴 맥도나

### 감독상
- 덩케르크 - 크리스토퍼 놀란 수상
- 셰이프 오브 워터: 사랑의 모양 - 기예르모 델 토로
- 레이디 버드 - 그레타 거윅
- 콜 미 바이 유어 네임 - 루카 구아다니노
- 겟 아웃 - 조던 필

### 남우주연상
- 콜 미 바이 유어 네임 - 티모시 샬라메 수상
- 팬텀 스레드 - 다니엘 데이 루이스
- 더 디제스터 아티스트 - 제임스 프랭코
- 다키스트 아워 - 게리 올드만
- 럭키 - 해리 딘 스탠튼

### 여우주연상
- 레이디 버드 - 시얼샤 로넌 수상
- 셰이프 오브 워터: 사랑의 모양 - 샐리 호킨스
- 팬텀 스레드 - 비키 크립스
- 쓰리 빌보드 - 프란시스 맥도맨드
- 아이, 토냐 - 마고 로비

### 남우조연상
- 플로리다 프로젝트 - 윌렘 대포 수상
- 콜 미 바이 유어 네임 - 아미 해머
- 머드바운드 - 제이슨 밋첼
- 쓰리 빌보드 - 샘 록웰
- 콜 미 바이 유어 네임 - 마이클 스털버그

### 여우조연상
- 레이디 버드 - 로리 멧칼프 수상
- 머드바운드 - 메리 제이 블라이즈
- 더 빅 식 - 홀리 헌터
- 아이, 토냐 - 앨리슨 제니
- 팬텀 스레드 - 레슬리 맨빌

### 각본상
- 겟 아웃 - 조던 필 수상
- 더 빅 식 - 에밀리 V. 고든 외 1명
- 레이디 버드 - 그레타 거윅
- 팬텀 스레드 - 폴 토마스 앤더슨
- 셰이프 오브 워터: 사랑의 모양 - 기예르모 델 토로
- 쓰리 빌보드 - 마틴 맥도나

### 각색상
- 콜 미 바이 유어 네임 - 제임스 아이보리 수상
- 블레이드 러너 2049 - 햄톤 팬커 외 1명
- 더 디제스터 아티스트 - 스콧 뉴스타드터 외 1명
- 로건 - 스콧 프랭크 외 2명
- 머드바운드 - 버질 윌리엄스 외 1명

### 외국어영화상
- 더 스퀘어 - 루벤 외스틀룬드 수상
- 120 BPM - 로빈 캉필로
- 판타스틱 우먼 - 세바스찬 렐리오
- 러브리스 - 안드레이 즈비아긴체프
- 로우 - 쥘리아 뒤쿠르노

### 다큐멘터리상
- 제인 - 브렛 모겐 수상
- 아바쿠스: 감옥에 가기엔 너무 사소한 - 스티브 제임스
- 유령의 도시 - 매튜 하이네만
- 뉴욕 라이브러리에서 - 프레더릭 와이즈먼
- 페이시스 플레이시스 - 제이알 외 1명
- 고양이 케디 - 제다 토룬

### 애니메이션상
- 코코 - 리 언크리치 수상
- 더 브레드위너 - 노라 트메이
- 레고 배트맨 무비 - 크리스 맥케이
- 러빙 빈센트 - 도로타 코비엘라 외 1명
- 너의 이름은. - 신카이 마코토

### 촬영상
- 블레이드 러너 2049 - 로저 디킨스 수상
- 덩케르크 - 호이트 반 호이테마
- 플로리다 프로젝트 - 알렉시스 자베
- 머드바운드 - 레이첼 모리슨
- 셰이프 오브 워터: 사랑의 모양 - 댄 로스츠센

### 음악상
- 팬텀 스레드 - 조니 그린우드 수상
- 블레이드 러너 2049 - 벤자민 월피쉬 외 1명
- 덩케르크 - 한스 짐머
- 셰이프 오브 워터: 사랑의 모양 - 알렉상드르 데스플라
- 혹성탈출: 종의 전쟁 - 마이클 지아치노

### 편집상
- 베이비 드라이버 - 조나단 아모스 외 1명 수상
- 콜 미 바이 유어 네임 - 월터 파사노
- 덩케르크 - 리 스미스
- 플로리다 프로젝트 - 션 베이커
- 겟 아웃 - 그레고리 플로킨

### 미술상
- 블레이드 러너 2049
- 미녀와 야수
- 덩케르크
- 팬텀 스레드
- 셰이프 오브 워터: 사랑의 모양

### 유망연출상
- 레이디 버드 - 그레타 거윅 수상
- 콜럼버스 - 코고나다
- 겟 아웃 - 조던 필
- 럭키 - 존 캐럴 린치
- 로우 - 쥘리아 뒤쿠르노

### 유망연기상
- 콜 미 바이 유어 네임 - 티모시 샬라메 수상
- 로건 - 다프네 킨
- 프린세스 시드 - 제시 핀닉
- 플로리다 프로젝트 - 브루클린 프린스
- 레이디 맥베스 - 플로렌스 퓨
- 플로리다 프로젝트 - 브리아 비나이트